# El-Dzsanúb Stadion
Az el-Dzsanúb Stadion, korábbi nevén al-Vakra Stadion (arabul: ملعب الجنوب), egy labdarúgó stadion és sportkomplexum a katari Al-Vakrában, amelyet 2019. május 16-án nyitottak meg. Ez a második befejezett stadion a nyolcból a 2022-es labdarúgó-világbajnokságra, a Halífa Nemzetközi Stadion után. Zaha Hadid és az AECOM tervezte.
A stadion posztmodern és neofuturisztikus stílusban épült. A tetejét a dhow hajók stílusa alapján tervezték.
A világbajnokságot követően az Al-Vakra SC (katari labdarúgó-bajnokság) otthona lesz. A befogadóképessége 40 000 fő, majd a világbajnokság után 20 000 lesz.

## Történet
2010-ben Katart választották a 2022-es labdarúgó-világbajnokság rendezőjeként. Ezzel az első többségi muszlim és az első Közel-Kelet-i ország, amelyben megrendezték a világbajnokságot. A bajnokságra való felkészülés alatt nyolc új stadiont építettek.
2019. május 16-án nyitották meg a stadiont, a 2019-es Emir kupadöntőn. A mérkőzésen ott volt Tamím bin Hamád Al Táni sejk.

## Tervezés

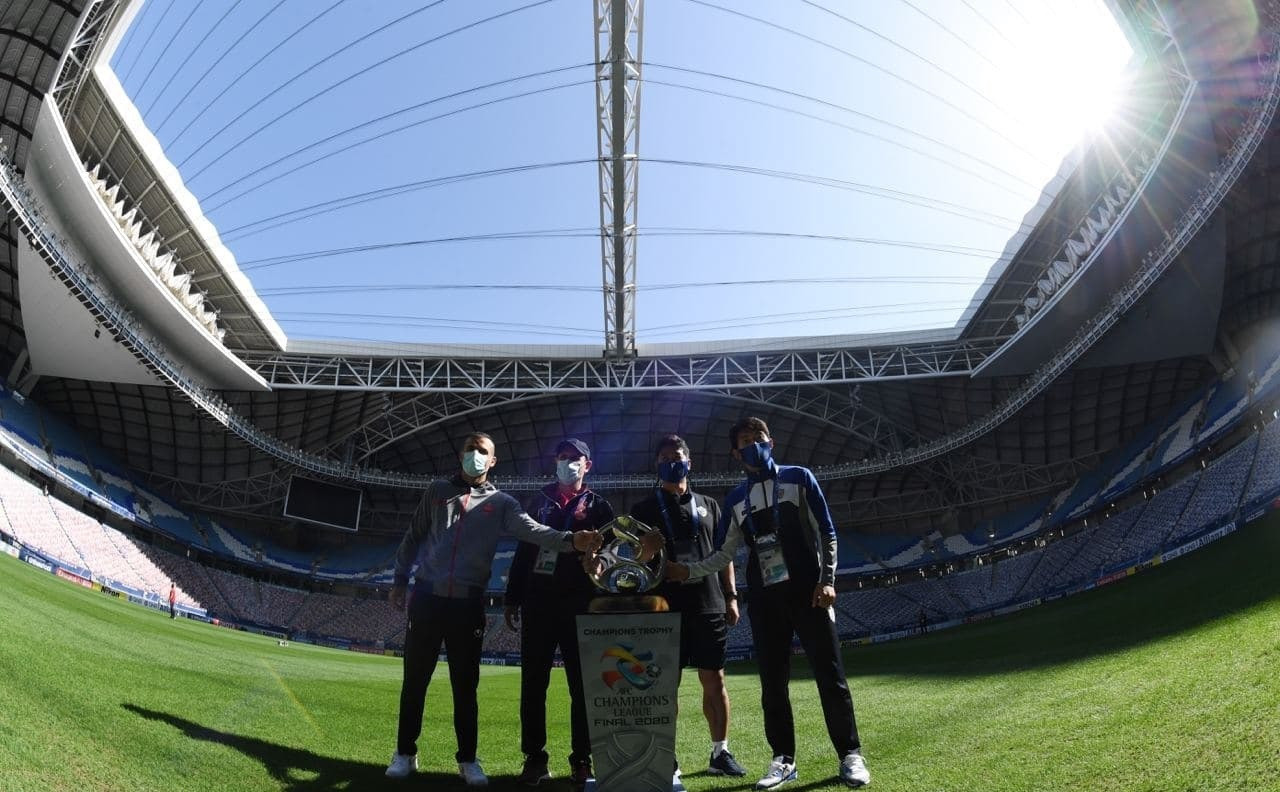
2020-ban itt tartották az AFC-bajnokok ligája döntőjét.

A stadiont brit-iraki építész, Zaha Hadid és cége, a Zaha Hadid Architects tervezte.
A tervezők szerint a stadiont a dhow hajók inspirálták, amelyet a helyi gyöngyhalászok használnak a Perzsa-öbölben. A stadion belseje a rajongóknak olyan érzést ad, mintha egy hajóban lennének. A stadion teteje bezárható.
A stadionban van egy légkondicionáló rendszer, amely megakadályozza a stadion túlmelegedését. A nézőteret akár 18 °C-ra is le tudja hűteni, míg a pályát 20 °C-ra.

## Létesítmények
A sportkomplexumban spa és úszómedencék is találhatók, bevásárlóközponttal és zöldtetővel kiegészítve.
A stadion közelében ezek mellett lesz egy iskola, egy esküvőhelyszín, futópályák, biciklipályák, éttermek, egy piac és edzőtermek.

## Tervezett felújítások
A 2022-es labdarúgó-világbajnokság után a stadion az Al-Vakra SC otthona lesz, a jelenlegi Saoud bin Abdulrahman Stadion helyett, miután a 40 000 fős befogadóképességet megfelezik. Az eltávolított székeket fejlődő országoknak fogják adományozni.